# Wialikaje Buszkawa
Wialikaje Buszkawa (biał. Вялікае Бушкава; ros. Большое Бушково) – wieś na Białorusi, w obwodzie mohylewskim, w rejonie mohylewskim, w sielsowiecie Suchary, nad Rastą.